# ジークフリート・ケッペン
ジークフリート・ケッペン（Siegfried Koeppen、1905年10月1日 - 1976年12月27日）はドイツの電気病理学者、電気生理学者。感電の研究に注力し、日本の渋沢元治（1876-1975年）、アメリカ合衆国のチャールズ・ディエール（Charles Francis Dalziel、1904年 - 1986年）、オーストリアの ゴットフリート・ビーゲルマイヤー (Gottfried Biegelmeier、1924 - 2007年)とともにその業績が知られ、特に人体通過電流の影響の実験が知られている。

## 来歴・人物
ポメラニア（当時）で牧師の子として生まれ、アンクラム（英語版）で大学入学資格を取得し、ライプツィッヒの病理学研究所（Pathologischen Institut）で学習を開始し、その後ライプツィヒの大学病院で臨床研修を修得した。
1937年：ザクセン・ツヴィッカウで指導医（Oberarzt）として活動後、ポメラニア・グライフェンベルク地区の病院で主任医師（Kreiskrankenhauses）となった。
1945年：ヴォルフスブルク市病院の首席医師（leitenden Arzt）に選ばれ、この病院が彼の業績の中心地となった。
1955年：「臨床電気病理学」（"Klinische Elektropathologie"、1955年、ティーメ出版社（シュトゥットガルト）に、国際的となった彼の業績の集大成を発表した。

## 注・出典
1. ↑  一般社団法人 日本電気協会 『澁澤元治伝』p.25, 2.(2)
2. ↑  感電の安全限界において人体通過電流と通過時間の積が一定になるという仮説が有名である。
3. ↑  Prof. Dr. med. habil. Siegfried Koeppen（Biomedical Engineering / Biomedizinische Technik, Volume 22, Issue 1-2 (Jan 1977), Page 30）
4. ↑  Klinische Elektropathologie（Arbeit und Gesundheit, Heft 55）Ⅰ: Kristische Sammlung elektropathologischer Gutachten aus interner Sicht（1955、Thieme、Stuttgart）